# Sålanda och Ryk
Sålanda och Ryk är två byar öster om Skepplanda i Ale kommun. Från 2015 till 2020 avgränsade SCB här en småort som omfattade en del av byn Sålanda och en del av byn Ryk.
Utmed Ryks bäck fanns under andra halvan av 1700-talet fyra skvaltkvarnar. Kvarndammen var belägen på utjorden Ryksdamm. 1886-1916 fanns en ramsåg i byn. Vid landsvägen mellan Skepplanda och Gräfsnäs fanns det från 1880 till 1971 en lanthandel.
1881 byggdes ett skolhus i Sålanda avsett för både småskolan och folkskolan. 1924 byggdes ett nytt skolhus för folkskolan medan småskolan var kvar i den äldre byggnaden.
2016 inrättades naturreservatet Iglekärr på delar av byn Sålandas skog.

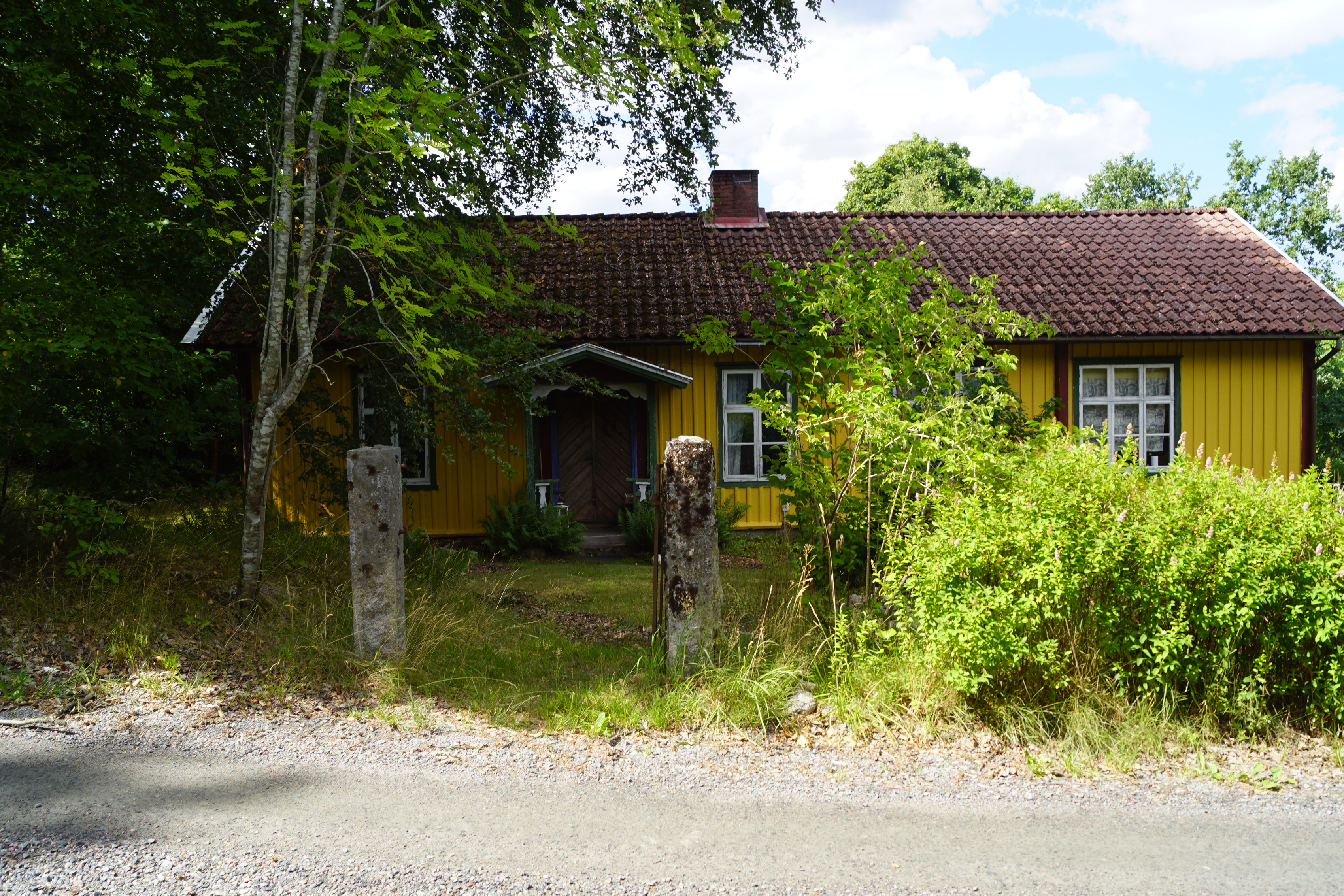
Småskolan i Sålanda. Sedan länge privatbostad.
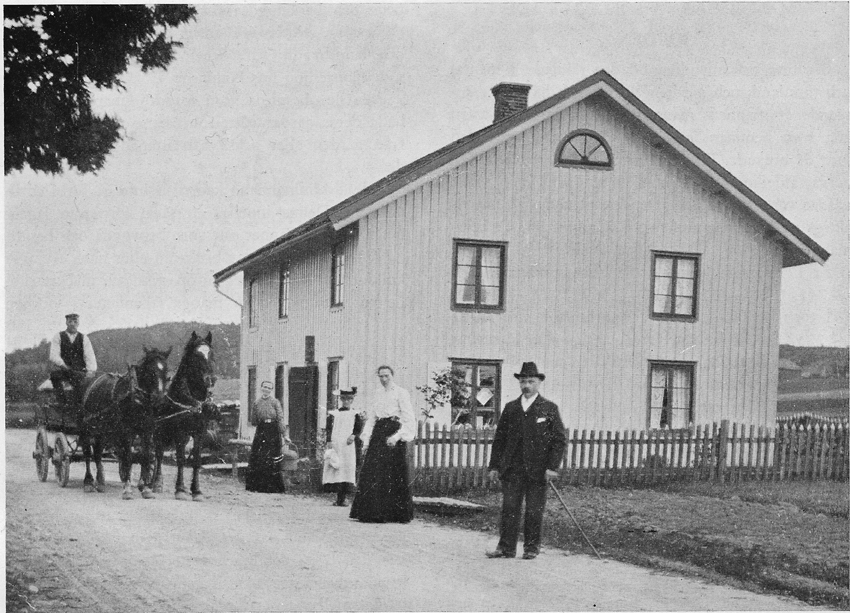
Ryks lanthandel första decenniet av 1900-talet. Huset är numera rivet.